# Gaia Trafikk

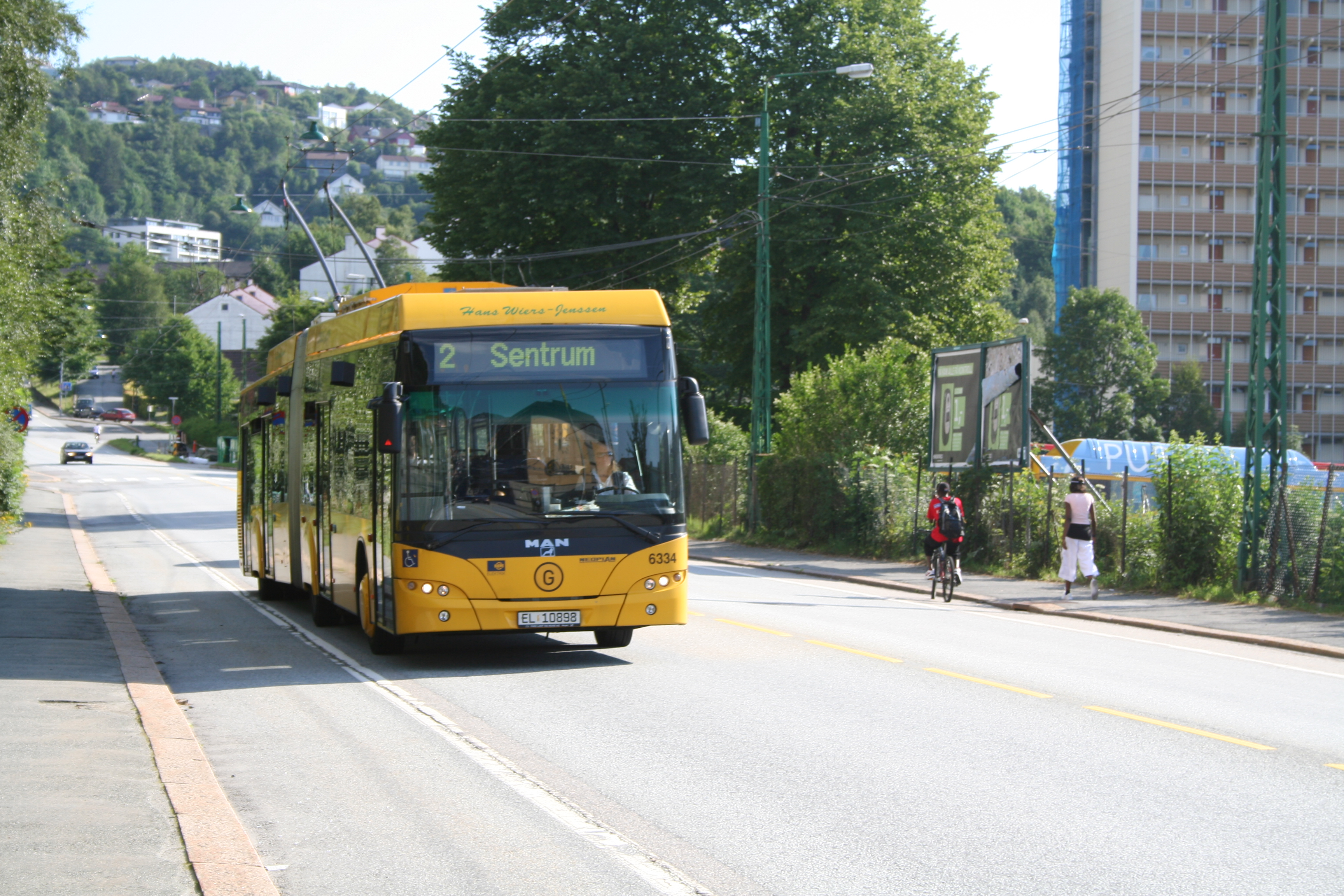
En trådbuss från Gaia Trafikk.

Gaia Trafikk var det största kollektivtrafiksbolaget i Bergen och Os i Norge fram tills man tillsammans med HSD bildade Tide i november 2006.
Företaget grundades år 1998 vid en fusion av företagen Pan Trafikk AS och Bergen Sporvei AS. Pan Trafikk drev busslinjer i Åsane, Fana och Os, och mellan dessa och Bergens centrum. Bergen Sporvei hade linjerna inom (med några få undantag) de gamla stadsgränserna från före 1972. Efter fusionen blev de två sällskapens trafik samkörd, ett arbete som var påbörjat redan innan sammanslagningen.
Linjetrafiken täckte den större delen av Bergen, men större delen av Laksevåg i väst, samt stora delar av Arna i öst, täcktes av Hardanger Sunnhordlandske Dampskipsselskap (HSD).
Gaia Trafikk hade 2006 cirka 300 bussar, av dessa var sex trådbussar och två duobussar, Bergen var därmed den enda nordiska staden med sådana bussar. Gaia Trafikk hade också 36 gasdrivna bussar.
I juni 2006 meddelade NSB att man var intresserade av att köpa Gaia Trafikk, samma månad lade även företaget Arriva ett bud på mellan 380 och 400 miljoner norska kronor.